# Abentheuer
Abentheuer ist eine Ortsgemeinde im Landkreis Birkenfeld in Rheinland-Pfalz. Sie gehört zur Verbandsgemeinde Birkenfeld. Abentheuer ist ein staatlich anerkannter Erholungsort.

## Geographie
Der Ort liegt am Traunbach im Schwarzwälder Hochwald im Hunsrück. Am Ortsrand startet die Trauntalschleife, ein prämierter Wanderweg des Saar-Hunsrück-Steigs. 71,5 Prozent der Gemarkungsfläche sind bewaldet. Im Norden befindet sich Börfink, im Osten Buhlenberg und im Süden Brücken. Abentheuer ist eine Nationalparkgemeinde im Nationalpark Hunsrück-Hochwald.
Zu Abentheuer gehören auch die Wohnplätze Arthenberg und Hujetsägemühle.

## Geschichte
Abentheuer ist Anfang des 20. Jahrhunderts aus den beiden ehemals getrennten Ortsteilen Leyen und Abentheuer bzw. Abentheuerhütte zusammengewachsen. Leyen, das im Südosten des heutigen Ortes am Traunbach liegt, wurde erstmals 1367 erwähnt. Das nördlich davon gelegene Abentheuer lässt sich frühestens 1580 nachweisen. Beide Orte trugen bis zum 18. Jahrhundert noch unterschiedliche Namen.
Das Gebiet der heutigen Gemeinde gehörte landesherrlich zur Grafschaft Sponheim. Der Traunbach war die Grenze zwischen dem hunolsteinischen, ab 1598 zweibrückischen Amt Achtelsbach im Westen und dem sponheimischen Amt Birkenfeld im Osten. Im Laufe seiner Geschichte gehörte der Ort entweder der Pfarrei in Achtelsbach oder der Pfarrei in Birkenfeld an – heute gehört er zur Pfarrei Brücken.
Ab Mitte des 16. Jahrhunderts begann in Abentheuer die Verarbeitung von Eisen, zunächst aus den Gruben in Buhlenberg und Elchweiler, später aus Thalfang und Schwarzenbach. 1763 ging die Abentheuerer Hütte nach wirtschaftlichen Schwierigkeiten in den Besitz der Unternehmerfamilie Stumm über, die bereits über andere Hütten und Hammerwerke in der Region verfügte. Nach diesem Wechsel stieg die Produktion in Abentheuer deutlich an, seit 1770 stellte man vor allem Gusseisenwaren aus importiertem Roheisen her. 1835 wurde die Abentheuerer Hütte an die Gebrüder Böcking vererbt. Nach 1870 wurde der Betrieb infolge des Übergangs vom Holzkohlen- zum Koks-Hochofenbetrieb und vom Frischfeuer- zum Puddelofenbetrieb mehr und mehr eingeschränkt und 1875 wurde die Fertigung eingestellt. Die Besitzer siedelten zur Halbergerhütte an die Saar.
Im späten 17. Jahrhundert siedelte sich östlich des Ortes im bewaldeten Tal der Traun die Hujetssägemühle an. Ende des 19. Jahrhunderts entwickelte sich aus ihr eine Möbelfabrik mit mehreren Produktionsgebäuden, die in den 1960er-Jahren aufgegeben wurde, und ein heute nicht mehr betriebenes Gasthaus.
Im Jahre 1797 beging der als Schinderhannes bekanntgewordene Räuber Johannes Bückler in Abentheuer einen Pferdediebstahl.
Helene Kahn, geborene Marx, wurde 1864 in Abentheuer geboren. Sie wohnte in Abentheuer, bis sie unmittelbar nach der sogenannten Machtergreifung der Nationalsozialisten im Jahr 1933 nach Frankreich emigrierte. Helene Kahn wurde am 3. November 1942 vom Sammellager Drancy ins KZ Auschwitz deportiert und ermordet. Sie ist die einzige Person jüdischer Herkunft aus Abentheuer, die von den Nazis deportiert und ermordet wurde.
Bevölkerungsentwicklung
Die Entwicklung der Einwohnerzahl von Abentheuer, die Werte von 1871 bis 1987 beruhen auf Volkszählungen:
| Jahr | Einwohner |
| ---- | --------- |
| 1815 | 228       |
| 1835 | 450       |
| 1871 | 398       |
| 1905 | 339       |
| 1939 | 331       |
| 1950 | 390       |
| 1961 | 413       |

| Jahr | Einwohner |
| ---- | --------- |
| 1970 | 419       |
| 1987 | 398       |
| 1997 | 507       |
| 2005 | 470       |
| 2011 | 459       |
| 2017 | 430       |
| 2023 | 421       |

## Politik

### Bürgermeister
Die Gemeinde hatte seit 1857 folgende Gemeindevorsteher und Ortsbürgermeister:
| Amtsinhaber              | von           | bis           |
| ------------------------ | ------------- | ------------- |
| Gustav Adolf Böcking     | 11. Juni 1857 | 31. Okt. 1891 |
| von Hammerstein          | 25. Apr. 1892 | 21. Apr. 1914 |
| Wilhelm Antes            | 29. Sep. 1914 | 13. Aug. 1919 |
| Karl Mersch              | 13. Aug. 1919 | 10. Jan. 1923 |
| Kurt Böcking (1)         | 25. Feb. 1923 | 23. Okt. 1964 |
| Richard Spreier          | 4. Dez. 1964  | 10. Juni 1972 |
| Günther Jörg (1926–2011) | 17. Juni 1972 | 17. Aug. 1999 |
| Klaus Goldt              | 17. Aug. 1999 | 16. Juli 2019 |
| Andrea Thiel             | 16. Juli 2019 |               |

Bei der Stichwahl am 16. Juni 2019 war Andrea Thiel mit einem Stimmenanteil von 54,30 % für fünf Jahre gewählt worden, nachdem bei der Direktwahl am 26. Mai 2019 keiner der ursprünglich vier Bewerber eine ausreichende Mehrheit erreicht hatte.
Nach der Kommunalwahl verurteilte das Landgericht Bad Kreuznach aufgrund einer Strafanzeige zweier unterlegener Bewerber den Wahlleiter Klaus Goldt wegen Wahlfälschung zu einer Geldstrafe. Dieser hatte die heute amtierende Bürgermeisterin der Ortsgemeinde Abentheuer trotz Versäumen der Bewerberfrist als Kandidatin zur Wahl zugelassen. In erster Instanz wurde er zu einer Geldstrafe verurteilt.
Bei der Wiederholung der Urwahl am 7. November 2021 wurde Andrea Thiel mit einem Stimmenanteil von 84,6 % erneut gewählt und am 22. November in das Amt eingeführt. Bei der Wahl am 9. Juni 2024 wurde Thiel gegen einen Mitbewerber mit 81,7 % der Stimmen erneut im Amt bestätigt. Die Wahlbeteiligung lag bei 67,3 %.

### Wappen
| Wappen von Abentheuer | Blasonierung: „Über zu zwei Reihen rot-silbern geschachtem Schildfuß in Grün ein konischer silberner Gusstiegel, begleitet von zwei zugeneigten (schräg und gegenschräg gestellten) goldenen Roggenähren.“ |
| Wappen von Abentheuer | Das Wappen der Gemeinde Abentheuer wurde 1965 vom rheinland-pfälzischen Innenministerium genehmigt. |

## Sehenswürdigkeiten
In der Liste der Kulturdenkmäler in Abentheuer stehen die in der Denkmalliste des Landes Rheinland-Pfalz eingetragenen Kulturdenkmäler. Auf der Gemarkung der Gemeinde sind mehrere Bäume und Felsformationen als Naturdenkmale ausgewiesen.

## Wirtschaft und Infrastruktur
Im Osten verläuft die Bundesstraße 41 und im Süden die Bundesautobahn 62. In Neubrücke ist ein Bahnhof an der Nahetalbahn.

## Persönlichkeiten

### In Abentheuer geboren

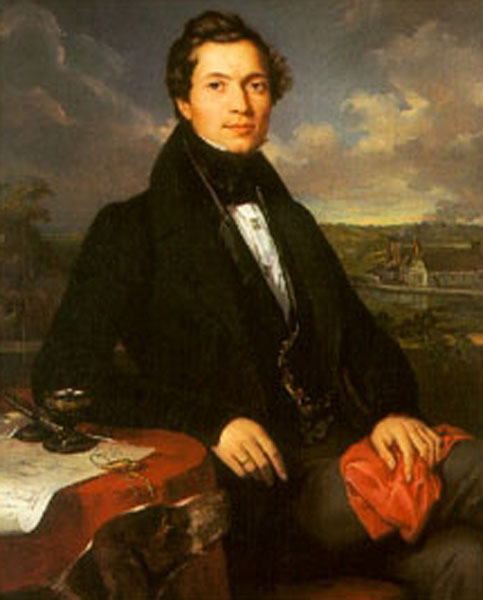
Carl Friedrich Stumm 1836

- Friedrich Philipp Stumm (1751–1835), Montanunternehmer
- Carl Friedrich Stumm (1798–1848), Montanunternehmer
- Eduard Sigismund Böcking (1842–1916), Industrieller
- Otto Braß (1887–1945), Reichstagsabgeordneter

### Mit Abentheuer verbunden
- Klaus Rüter (* 1940), ehemaliger Staatssekretär der Landesregierung Rheinland-Pfalz